# Arquidiócesis de Cardiff-Menevia
La arquidiócesis de Cardiff-Menevia (en latín: Archidioecesis Cardiffensis-Menevensis, en inglés: Roman Catholic Archdiocese of Cardiff-Menevia y en galés: Archesgobaeth Caerdydd-Mynyw) es una circunscripción eclesiástica de la Iglesia católica en el Reino Unido. Se trata de una arquidiócesis latina, sede metropolitana de la provincia eclesiástica de Cardiff-Menevia. Desde el 27 de abril de 2022 su arzobispo es Mark O'Toole.

## Territorio y organización

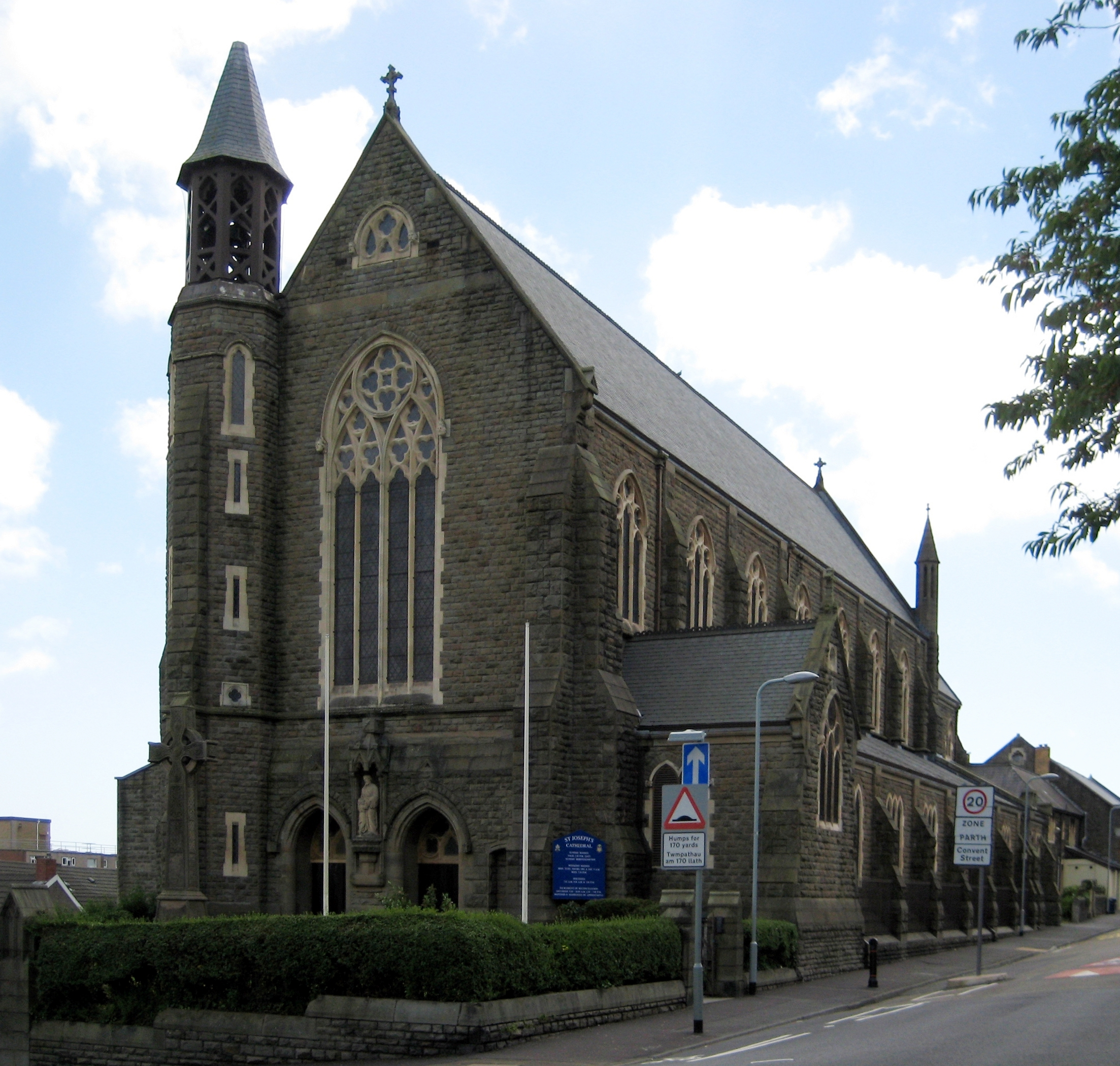
Concatedral de San José, en Swansea

La arquidiócesis tiene 12 675 km² y extiende su jurisdicción sobre los fieles católicos de rito latino residentes en parte del país de Gales comprendiendo las áreas de autoridades unitarias de: Merthyr Tydfil, Caerphilly, Blaenau Gwent, Torfaen, Monmouthshire, Newport, Cardiff, Vale of Glamorgan, Bridgend, Rhondda Cynon Taf, Neath-Port Talbot (hasta el 2 de abril de 1996 llamada Neath y Port Talbot), Swansea, Carmarthenshire, Ceredigion (hasta el 2 de abril de 1996 llamada Cardiganshire), Pembrokeshire y la parte de Powys que hasta 1974 no correspondía al condado de Montgomeryshire. En Inglaterra comprende el condado de Herefordshire. 
La sede de la arquidiócesis se encuentra en la ciudad de Cardiff, en donde se halla la Catedral de San David. En Swansea se halla la Concatedral de San José (excatedral de la diócesis de Menevia) y en Cardigan se encuentra el santuario nacional galés de Nuestra Señora. Cerca de Hereford se halla la abadía de Belmont, cuya iglesia era la procatedral de la diócesis de Newport.

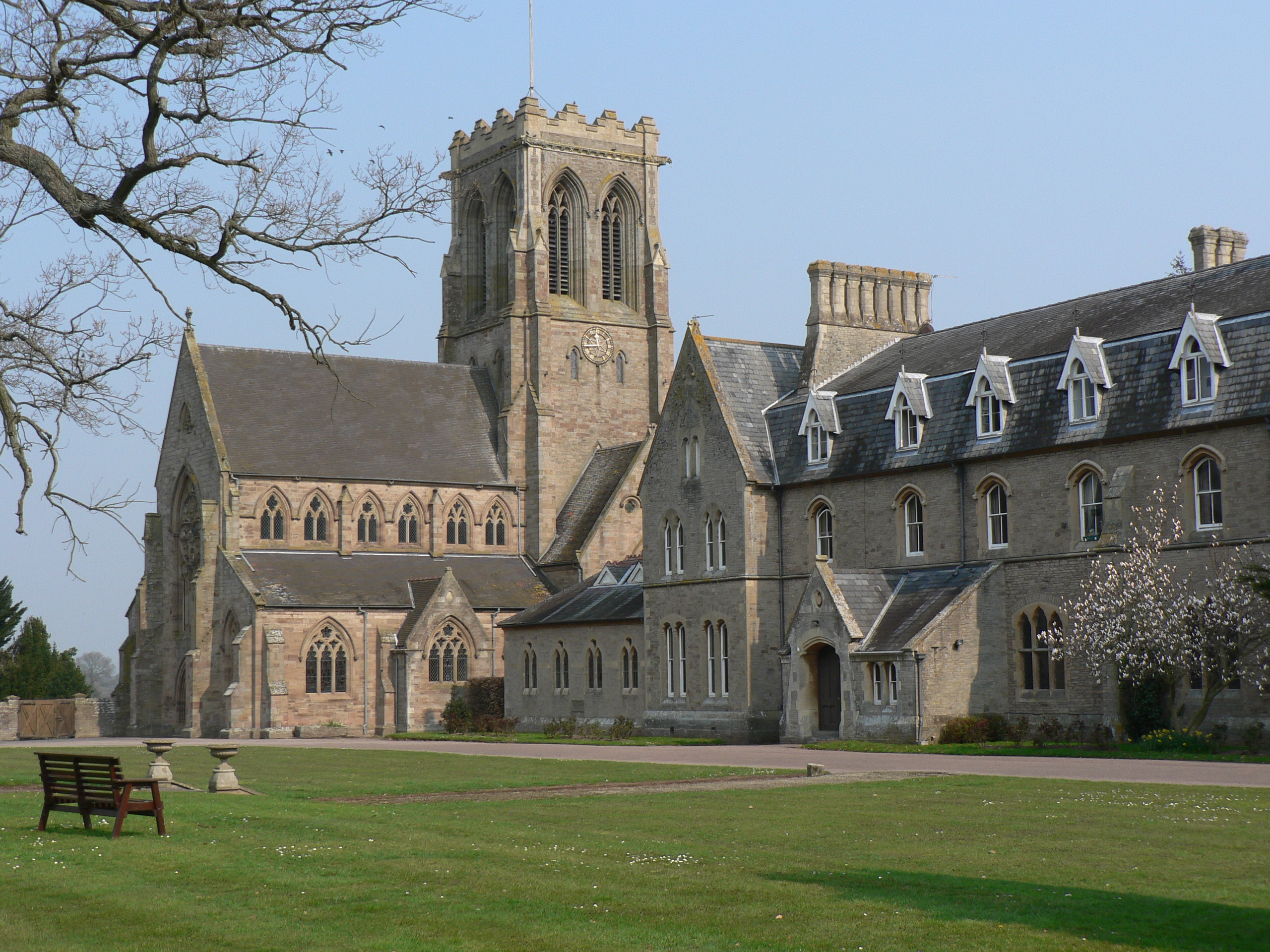
Abadía benedictina de Belmont, procatedral de la diócesis de Newport

La arquidiócesis tiene como sufragánea a la diócesis de Wrexham.

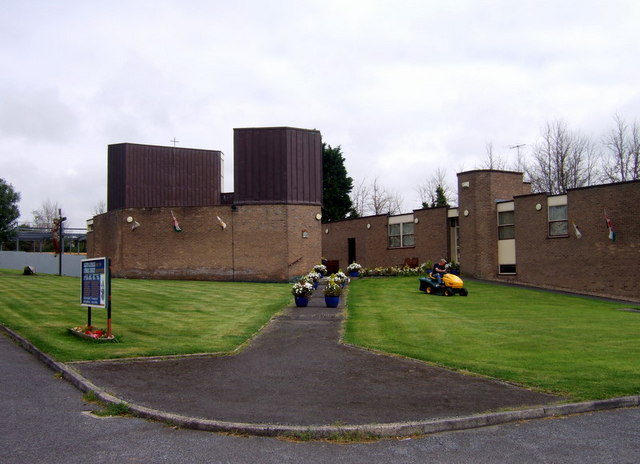
Santuario nacional galés de Nuestra Señora, en Cardigan

En 2024 en la arquidiócesis existían 112 parroquias agrupadas en 11 decanatos: Bridgend, Cardiff, Carmarthen, Hereford, Llandrindod Wells, Newport, North Gwent, Pembroke, Pontypridd, Port Talbot y Swansea.

## Historia

### Antecedentes
El vicariato apostólico del Distrito de Gales fue erigido el 3 de julio de 1840 tomando el territorio del vicariato apostólico del Distrito Occidental (hoy diócesis de Clifton). Su territorio se extendía por Monmouthshire, el Principado de Gales y el condado inglés de Herefordshire.
El 29 de septiembre de 1850 el vicariato cedió una parte de su territorio para la erección de la diócesis de Shrewsbury y al mismo tiempo fue elevado a diócesis, asumiendo el nombre de la diócesis de Newport y Menevia. Su sede estaba en el monasterio de Belmont.
El 4 de marzo de 1895 cedió otra porción de su territorio para la erección del vicariato apostólico de Gales (luego diócesis de Menevia) y al mismo tiempo asumió el nombre de diócesis de Newport.

### Arquidiócesis de Cardiff
El 7 de febrero de 1916, mediante la bula Cambria celtica gentis del papa Benedicto XV, fue elevada al rango de arquidiócesis metropolitana y asumió el nombre de arquidiócesis de Cardiff (Cardiffensis) debido al traslado de la sede del arzobispado de Newport a Cardiff. Inicialmente, la arquidiócesis tenía dos catedrales y dos capítulos separados, uno secular y otro regular, porque el monasterio de Belmont pudo conservar sus privilegios de catedral y capítulo. El 20 de marzo de 1920, mediante la bula Praeclara gesta, el papa Benedicto XV aceptó la renuncia de los monjes de Belmont a los privilegios de catedral y cabildo y elevó el monasterio al rango de abadía.
El 12 de febrero de 1987 cedió Glamorgan del Oeste a la diócesis de Menevia mediante la bula Esse regnum del papa Juan Pablo II.
El 11 de julio de 2019 el arzobispo de Cardiff, George Stack, fue nombrado administrador apostólico de la diócesis de Menevia, mientras que el 27 de abril de 2022 las sedes de Cardiff y Menevia se unieron in persona episcopi.

### Arquidiócesis de Cardiff-Menevia
El 12 de septiembre de 2024 el papa Francisco unió la arquidiócesis de Cardiff y la diócesis de Menevia. Al mismo tiempo, la nueva circunscripción adoptó su nombre actual. En el momento de la unión la arquidiócesis de Cardiff cubría 3064 km² en los condados de Monmouthshire, Herefordshire y la parte oriental del condado de Glamorganshire e incluía 59 parroquias.

## Estadísticas
Según el boletín de la Santa Sede del 12 de septiembre de 2024 la arquidiócesis tenía a mediados de 2024 un total de 181 115 fieles bautizados.
| Año                                                                             | Población            | Población | Población      | Sacerdotes | Sacerdotes    | Sacerdotes    | Bautizados por sacerdote | Diáconos permanentes | Religiosos | Religiosos | Parroquias |
| Año                                                                             | Bautizados católicos | Total     | % de católicos | Total      | Clero secular | Clero regular | Bautizados por sacerdote | Diáconos permanentes | Varones    | Mujeres    | Parroquias |
| ------------------------------------------------------------------------------- | -------------------- | --------- | -------------- | ---------- | ------------- | ------------- | ------------------------ | -------------------- | ---------- | ---------- | ---------- |
| Arquidiócesis de Cardiff                                                        |                      |           |                |            |               |               |                          |                      |            |            |            |
| 1950                                                                            | 93 829               | 1 772 289 | 5.3            | 176        | 114           | 62            | 533                      |                      | 13         | 357        | 85         |
| 1957                                                                            | 88 734               | 1 772 289 | 5.0            | 195        | 124           | 71            | 455                      |                      | 87         | 443        | 85         |
| 1969                                                                            | 105 449              | 1 887 000 | 5.6            | 187        | 121           | 66            | 563                      |                      | 87         | 396        | 98         |
| 1980                                                                            | 106 217              | 1 868 106 | 5.7            | 178        | 109           | 69            | 596                      |                      | 91         | 344        | 102        |
| 1990                                                                            | 90 522               | 1 423 949 | 6.4            | 157        | 93            | 64            | 576                      | 1                    | 75         | 210        | 82         |
| 1999                                                                            | 83 023               | 1 596 100 | 5.2            | 126        | 80            | 46            | 658                      | 1                    | 50         | 157        | 79         |
| 2000                                                                            | 83 900               | 1 596 200 | 5.3            | 130        | 79            | 51            | 645                      | 1                    | 54         | 146        | 79         |
| 2001                                                                            | 79 191               | 1 598 944 | 5.0            | 126        | 75            | 51            | 628                      | 1                    | 54         | 144        | 79         |
| 2002                                                                            | 79 214               | 1 608 750 | 4.9            | 121        | 71            | 50            | 654                      | 1                    | 54         | 143        | 79         |
| 2003                                                                            | 87 942               | 1 568 500 | 5.6            | 112        | 68            | 44            | 785                      | 1                    | 49         | 132        | 79         |
| 2004                                                                            | 86 536               | 1 398 203 | 6.2            | 114        | 71            | 43            | 759                      | 1                    | 46         | 128        | 78         |
| 2006                                                                            | 82 211               | 1 413 000 | 5.8            | 108        | 69            | 39            | 761                      | 1                    | 42         | 96         | 74         |
| 2010                                                                            | 144 960              | 1 510 000 | 9.6            | 94         | 62            | 32            | 1542                     | 16                   | 34         | 123        | 60         |
| 2013                                                                            | 144 000              | 1 500     | 9.6            | 79         | 50            | 29            | 1822                     | 21                   | 31         | 115        | 58         |
| 2016                                                                            | 147 300              | 1 535 000 | 9.6            | 70         | 45            | 25            | 2104                     | 19                   | 27         | 101        | 59         |
| 2019                                                                            | 131 280              | 1 556 940 | 8.4            | 71         | 50            | 21            | 1849                     | 19                   | 26         | 83         | 59         |
| 2021                                                                            | 132 450              | 1 570 830 | 8.4            | 65         | 44            | 21            | 2037                     | 20                   | 33         | 69         | 59         |
| 2023                                                                            | 154 000              | 1 711 000 | 9.0            | 66         | 43            | 23            | 2333                     | 18                   | 34         | 60         | 59         |
| Arquidiócesis de Cardiff-Menevia                                                |                      |           |                |            |               |               |                          |                      |            |            |            |
| 2024                                                                            | 181 115              | 2 564 615 | 7.1            | 110        | 75            | 35            | 1646                     | 20                   | 50         | 110        | 112        |
| Fuente: Catholic-Hierarchy, que a su vez toma los datos del Anuario Pontificio. |                      |           |                |            |               |               |                          |                      |            |            |            |

## Episcopologio

### Arzobispos de Cardiff
- James Romanus Bilsborrow, O.S.B. † (7 de febrero de 1916-16 de diciembre de 1920 renunció[nota 3])
- Francis Edward Joseph Mostyn † (7 de marzo de 1921-25 de octubre de 1939 falleció)
- Michael Joseph McGrath † (20 de junio de 1940-28 de febrero de 1961 falleció)
- John Aloysius Murphy † (22 de agosto de 1961-25 de marzo de 1983 retirado)
- John Aloysius Ward, O.F.M.Cap. † (25 de marzo de 1983-26 de octubre de 2001 renunció)
- Peter David Gregory Smith † (26 de octubre de 2001-30 de abril de 2010 nombrado arzobispo de Southwark)
- George Stack (19 de abril de 2011-27 de abril de 2022 retirado)
- Mark O'Toole (27 de abril de 2022-12 de septiembre de 2024 nombrado arzobispo de Cardiff-Menevia)

### Arzobispo de Cardiff-Menevia
- Mark O'Toole, desde el 12 de septiembre de '2024